# 金湘
金湘（1935年4月20日—2015年12月23日）是一位中國作曲家，代表作品包括《原野》、《日出》等。

## 生平
他在浙江诸暨出生，7岁开始學習鋼琴，11岁進入南京国立音乐学院幼年班，主修大提琴和钢琴。1952年，他自尚在天津的中央音乐学院的少年班畢業，隨後進入中央音乐学院民族音乐研究所研究民族音樂。1954年，他被保送到中央音乐学院本科，進入作曲系。 因1957年被劃爲“右派”，1959年畢業後被分配到新疆阿克蘇地區文工團。1973年調至新疆歌舞話劇院歌舞團樂隊。1979年平反後，他到北京歌舞团交响乐队擔當指挥、作曲。1984年成為中国音乐学院教授。
2012年，国家大剧院请他创作歌剧《日出》。
2014年5月，在創作《日出》時，他被查出胰腺癌晚期。2015年6月17日他的最後一部劇作《日出》在國家大劇院上演。同年12月23日晚23点30分，他因癌症医治无效在北京友谊医院去世。12月29日上午，他的告別儀式在八宝山举行。

## 作品
金湘的作品有近百部，種類繁多，包含歌剧、交响乐、协奏曲、合唱、室内乐以及影视音乐。他1987年上演的歌剧《原野》在1993年评为“二十世纪华人经典”，1999年又获文华奖。

回憶起《原野》的創作經歷，金湘說：
|  | 1987年《原野》第一次在中国演出时困难重重，很多剧院不接受这部歌剧。但是，时任中国歌剧舞剧院院长的乔羽最后拍板让剧院排演这部戏，首演获得了巨大成功。1992年在华盛顿歌剧院演出时，我们用中文演唱，没想到观众同样喜欢，掌声十分热烈，主流媒体给予了肯定的报道。 |

### 著作
- 《作曲家的困惑》

- 《困惑与求索——一个作曲家的思考》

- 《探就无垠》